# Коленовское муниципальное образование
Коленовское муниципальное образование — сельское поселение в Екатериновском районе Саратовской области Российской Федерации.
Административный центр — село Колено.

## История
Статус и границы сельского поселения установлены Законом Саратовской области от 27 декабря 2004 года № 83-ЗСО «О муниципальных образованиях, входящих в состав Екатериновского муниципального района».

## Население
| 2010 | 2011 | 2012 | 2013 | 2014 | 2015 | 2016 |
| ---- | ---- | ---- | ---- | ---- | ---- | ---- |
| 918  | ↘917 | ↘897 | ↘889 | ↘872 | ↘858 | ↗860 |
| 2017 | 2018 | 2019 | 2020 | 2021 |      |      |
| ↘845 | ↘836 | ↘828 | ↘811 | ↘642 |      |      |

## Состав сельского поселения
| № | Населённый пункт | Тип населённого пункта       | Население |
| - | ---------------- | ---------------------------- | --------- |
| 1 | Гривки           | село                         | ↘138      |
| 2 | Киселевка        | село                         | ↘138      |
| 3 | Колено           | село, административный центр | ↘642      |